# Зашондомье
Зашондомье — деревня в Плесецком районе Архангельской области. Входит в состав Федовского сельского поселения.

## География
Деревня находится на левом берегу реки Моши, южнее впадения её притока Шондомы, в 3.7 км от автодороги А215 «Лодейное Поле — Брин-Наволок» и примерно в 50 км от Плесецка.

## История
Первое упоминание встречается в писцовой книге Устьмошского стана Каргопольского уезда в 1622 году: Киверевская, а Шенжомье тож. В начале XVIII века деревня опустела, а в 1770-е годы заселена снова. Во второй половине XIX — начале XX века она входила в Богдановскую волость Каргопольского уезда Олонецкой губернии. В начале XX века в деревне была кузница. На речке Шондоме в это же время имелись три мельницы, а в 1948—1949 годах построена гидроэлектростанция (не сохранилась).

## Население
| 2002 | 2010 | 2012 |
| ---- | ---- | ---- |
| 15   | ↘3   | ↘1   |

## Достопримечательности
В деревне сохранилась часовня Георгия Победоносца и Рождества Иоанна Предтечи 1779 года, памятник архитектуры регионального значения. В течение длительного времени часовня находилась в руинированном состоянии, к 2023 году была восстановлена. В 2024 году завершены работы над интерьером и иконостасом, в окна вставлены слюдяные оконницы, сделанные по образцу исторических.